# 小野和子 (児童文学者)
小野 和子（おの かずこ、1934年(昭和9年) - ）は、日本の児童文学者、民話採集家、翻訳家。

## 略歴
岐阜県高山市生まれ。東京女子大学日本文学科卒業、1958年から宮城県仙台市に住み、宮城県内で民話を採集記録、再話する。1975年、「宮城民話の会」を設立。児童文学の翻訳多数。

## 民話
- 『おけやのゆめ』作・文 高橋透絵 啓林館編、文研出版、おはなしとしょかん、1977
- 『七つ森』箕田源二郎絵、草土文化 ふるさとの民話、1977
- 『さけのさんたろ 宮城県』藤田勝治絵、第一法規出版 日本の民話絵本　1982
- 『たからげた』福田庄助絵、ほるぷ出版 幼児みんわ絵本、1985
- 『天の川にかかるはし 七夕』狩野富貴子画、教育画劇のかみしばい 行事の由来、1995
- 『みちのく民話まんだら 民話のなかの女たち』北燈社、1998
- 『としがみさまとおもち お正月』西村達馬画、教育画劇のかみしばい 行事たべものの由来紙芝居、2000
- 『まほうのこなぐすり』西村郁雄絵、教育画劇のかみしばい 日本のユーモア民話、2007
- 『まっくろけのうし』岡村好文画、教育画劇のかみしばい ギャハハ!おなかがよじれる爆笑民話、2011

### 編纂
- 佐藤とよい語り『長者原老媼夜話 山形県飯豊山麓の民話』編、評論社、1992
- 天野文子記『ひかりのたね 「あの時代」を生きた少女の日記』 編、汐文社、1993

## 翻訳
- リチャード・スカーリー「ティンカーとタンカーの絵本」評論社の児童図書館・絵本の部屋
『やってきたティンカーとタンカー」1975
『ティンカーとタンカーせいぶをゆく」1975
『ティンカーとタンカーのうちゅうせん」1975
『ティンカーとタンカーアフリカへ」1976
『ティンカーとタンカーえんたくのくにへ」1976
『ティンカーとタンカーとかいぞくたち」1976
- ローラン・ド・ブリュノフ「ミニ・ババール」島津智訳、小野文 評論社、1976
「ババールうみへいく」
「ババールくるまでピクニック」
「ババールケーキをつくります」
「ババールとスポーツ」
「ババールのえかきさん」
「ババールのおにわ」
「ババールのキャンピング」
「ババールひこうきにのる」
- M.D.モスキン作 R.ネグリ絵『ちびぞうトト』評論社 児童図書館・絵本の部屋、1978
- ロジャー・ハーグレーヴス「みすた・ぶっくす」評論社 児童図書館・絵本の部屋、1979
「ウルサイくん」
「オカシイさん」
「オシャベリさん」
「キチョウメンさん」
「ケチンボさん」
「チカラモチさん」
「ブルブルくん」
「ポウンくん」
- デービッド・ランバート『恐竜』増田孝一郎共訳、評論社 児童図書館・科学の部屋、1981
- ミルドレッド・D.テーラー『とどろく雷よ、私の叫びをきけ』評論社 児童図書館・文学の部屋、1981
- ロバート・フィスカー作 スベン・オットー絵『すからおちたこすずめ』評論社 児童図書館・絵本の部屋、1986
- ハイラ・コールマン『ママにグッバイ』評論社 文学の部屋、1987
- ナタリー・バビット（英語版）『時をさまようタック』評論社 児童図書館・文学の部屋、1989

## その他

### ドキュメンタリー
- こころの時代「“ほんとう”を探して 小野和子」（2022年2月13日、NHK Eテレ）[1]

## 参考
- 内閣府